# Dongolai nyelv
A dongolai nyelv (önmegnevezéssel: andaandi) egy nílus-szaharai nyelvcsaládba tartozó núbiai nyelv, amit Szudánban beszélnek.
A megnevezés eredete az arab óvárosról, Ódongoláról származtatható, ami egykor Makúria egyik városa volt. A mai Dongola nevű város még a 19. században a Nílus nyugati oldalán alakult meg. A dongolai saját megnevezése Andaandi (kiejtése: andándi), aminek a jelentése: 'az otthonunk nyelve'.
Majdnem minden dongolai beszélő beszéli a szudáni arab nyelvet is, a közvetítőnyelvet Szudánban. Az arab-dongolai kétnyelvűség lassan visszaszorulóban van, azáltal, hogy a nyelvet az arab váltja fel (Jakobi 2008).
Legközelebbi rokona az Egyiptomban beszélt kenúzi, valamint a mahasz és a kihalt meroita nyelv.